# Kevin Kurányi
Kevin Dennis Kurányi (n. 2 martie 1982, Rio de Janeiro) este un fost fotbalist german, care a jucat la clubul TSG 1899 Hoffenheim.

## Copilăria
Kurányi s-a născut în Brazilia dintr-un tată maghiar-german și o mamă panameză. El a optat să joace pentru echipa națională de fotbal a Germaniei, cu toate că a fost solicitat să joace pentru Brazilia și Panama.

## Cariera

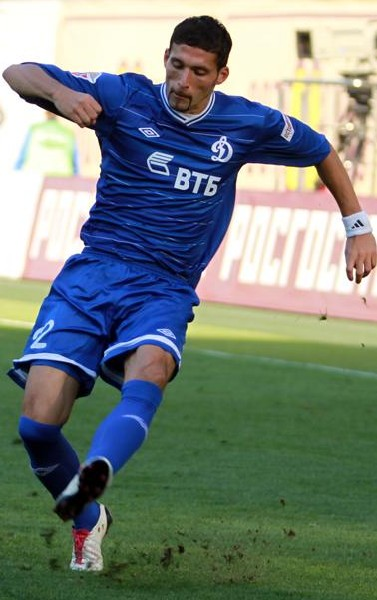
Kurányi la Dinamo Moscova

### Echipe de club
Kurányi și-a început cariera în 1988, la FC Serrano, în Brazilia, când avea șase ani. În 1993 el s-a transferat la Panama Club Las Promesas, unde a jucat pentru numai un an înainte de a reveni la FC Serrano. S-a întors la Las Promesas în 1996 pentru încă un an. În 1997, s-a mutat în Germania, și a început să joace la echipa de tineret a lui VfB Stuttgart. După ce a jucat câteva jocuri în naționala sub 21 de ani a Germaniei, a fost luat în considerare pentru a trece la echipa de profesioniști a lui VfB, iar în 2001 a semnat primul său contract de profesionist.
După 33 meciuri și 10 goluri pentru echipa de amatori, a jucat 99 de meciuri pentru VfB Stuttgart, unde a înscris 40 de goluri. De asemenea, a luat parte la Campionatul European U-21 la care a marcat 10 goluri. În sezonul 2002-03 din Bundesliga, a fost golgheterul campionatului și a fost unul din principalele motive pentru care Stuttgart a terminat pe locul al doilea în ligă. În acel sezon, VfB și "Junge Wilde" ("tinerii sălbatici" - Timo Hildebrand, Andreas Hinkel, Alexander Hleb, Philipp Lahm și Kurányi) au încântat fanii din Germania, cu un superb joc de atac.
A plecat de la Stuttgart în timpul verii din 2005 transferându-se la Schalke, unde a semnat un contract valabil până în 2010. La Gelsenkirchen, a fost cel mai bun marcator pentru echipa în sezonul 2005-06, în timp ce echipa sa a obținut locul trei, care i-a permis să joace în UEFA Champions League.
La 15 aprilie 2008, Kurányi a marcat patru goluri pentru Schalke într-un meci cu Energie Cottbus terminat 5-0, într-un meci de Bundesliga. Trei zile mai târziu, Schalke a fost învinsă cu 5-1 de Werder Bremen, golul lui Schalke fiind marcat de asemenea, de Kurányi.

### Echipa națională

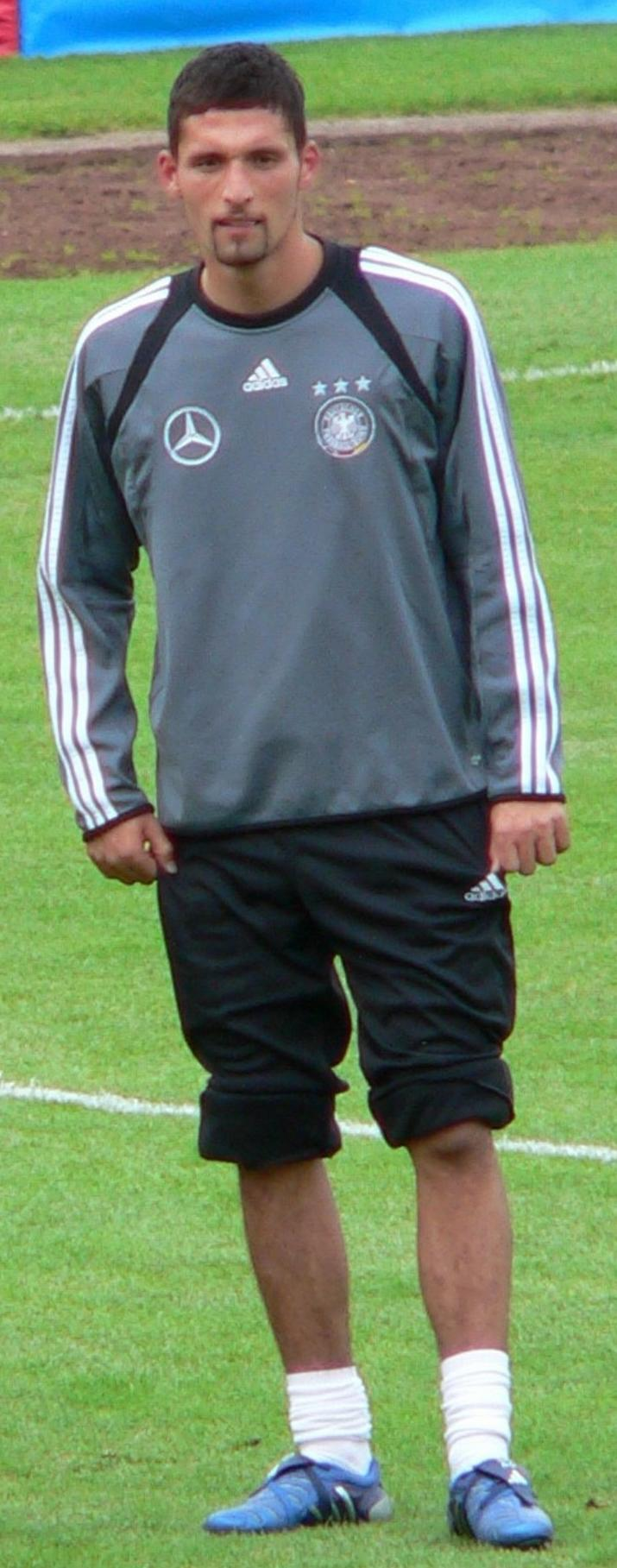
Kurányi la un antrenament al echipei naționale

Kurányi a debutat pentru Germania în timpul calificărilor pentru Euro 2004, împotriva Lituaniei, la 29 martie 2003. A jucat pentru Germania la Cupa Confederațiilor din 2005, dar, din cauza unei accidentări în sezonul 2005-06, nu a fost convocat pentru Cupa Mondială din 2006, desfășurată în Germania
În sezonul 2006-07 a reintrat în circuitul naționalei. După o absență de 15 luni, a fost convocat să joace pentru echipa națională, împotriva Elveției, la 7 februarie 2007, într-un meci amical în Düsseldorf și câștigat de Germania cu 3-1. Într-un meci din preliminariile Campionatului European din 2008 împotriva Cehiei, a marcat două goluri în victoria nemților cu 2-1 și a adus calificarea Germaniei la EURO. La 11 octombrie 2008 Kurányi a fost lăsat în afara lotului de 18 pentru un meci împotriva Rusiei. După prima jumătate de oră, a plecat de la stadion în timpul jocului, și s-a întors la hotelul în care era cazată Germania. După acest incident, antrenorul echipei germane Joachim Löw a spus că nu-l va mai convoca pe Kurányi la echipa națională.

## Viața personală
Kurányi are triplă cetățenie: germană, panameză și braziliană, iar clubul său favorit este Flamengo. Vorbește fluent limba engleză, portugheză, germană, dar și puțin spaniolă și maghiară. S-a însurat la 28 aprilie 2007, la Stuttgart cu o croată, Viktorija Peličić, cu care are doi copii, un băiat pe nume Karlo și o fată pe nume Vivien Carmen.

## Statistici

### Club
La 16 iunie 2015.
| Club           | Sezon   | Campionat | Campionat | Cupă    | Cupă   | Europa  | Europa | Total   | Total  |
| Club           | Sezon   | Meciuri   | Goluri    | Meciuri | Goluri | Meciuri | Goluri | Meciuri | Goluri |
| -------------- | ------- | --------- | --------- | ------- | ------ | ------- | ------ | ------- | ------ |
| VfB Stuttgart  | 2001–02 | 5         | 1         | 2       | 1      | 0       | 0      | 7       | 2      |
| VfB Stuttgart  | 2002–03 | 32        | 15        | 2       | 2      | 9       | 5      | 43      | 22     |
| VfB Stuttgart  | 2003–04 | 33        | 11        | 3       | 1      | 8       | 3      | 44      | 15     |
| VfB Stuttgart  | 2004–05 | 29        | 13        | 4       | 2      | 6       | 3      | 39      | 18     |
| Total          |         | 99        | 40        | 11      | 6      | 23      | 11     | 133     | 57     |
| Schalke        | 2005–06 | 30        | 10        | 4       | 1      | 12      | 3      | 46      | 14     |
| Schalke        | 2006–07 | 34        | 15        | 2       | 2      | 2       | 0      | 38      | 17     |
| Schalke        | 2007–08 | 32        | 15        | 4       | 2      | 8       | 3      | 44      | 25     |
| Schalke        | 2008–09 | 33        | 13        | 4       | 2      | 7       | 1      | 44      | 16     |
| Schalke        | 2009–10 | 33        | 18        | 4       | 2      | 0       | 0      | 37      | 20     |
| Total          |         | 162       | 71        | 18      | 9      | 29      | 7      | 209     | 87     |
| Dynamo Moscova | 2010    | 16        | 9         | 0       | 0      | 0       | 0      | 16      | 9      |
| Dynamo Moscova | 2011–12 | 41        | 13        | 6       | 0      | 0       | 0      | 47      | 13     |
| Dynamo Moscova | 2012–13 | 27        | 10        | 3       | 1      | 4       | 0      | 34      | 11     |
| Dynamo Moscova | 2013–14 | 15        | 8         | 0       | 0      | 0       | 0      | 15      | 8      |
| Dynamo Moscova | 2014–15 | 24        | 10        | 1       | 0      | 14      | 5      | 39      | 15     |
| Total          |         | 123       | 50        | 10      | 1      | 18      | 5      | 151     | 56     |
| Total carieră  |         | 384       | 161       | 39      | 16     | 70      | 23     | 493     | 200    |

#### Internațional
| Echipa națională | An | Amicale | Amicale | Oficiale | Oficiale | Total   | Total  |
| Echipa națională | An | Meciuri | Goluri  | Meciuri  | Goluri   | Meciuri | Goluri |
| ---------------- | -- | ------- | ------- | -------- | -------- | ------- | ------ |
| Germania         |    |         |         |          |          |         |        |
| 2003             | 3  | 0       | 4       | 1        | 7        | 1       |        |
| 2004             | 10 | 10      | 3       | 0        | 13       | 10      |        |
| 2005             | 10 | 1       | 5       | 2        | 15       | 3       |        |
| 2006             | 0  | 0       | 0       | 0        | 0        | 0       |        |
| 2007             | 3  | 2       | 6       | 3        | 9        | 5       |        |
| 2008             | 4  | 0       | 4       | 0        | 8        | 0       |        |
| Total carieră    |    | 30      | 13      | 22       | 6        | 52      | 19     |

### Goluri pentru echipa națională
Golurile lui Kevin Kurányi pentru Germania:
| #   | Data              | Locul                                   | Adversar   | Scor | Rezultat final | Competiția                |
| --- | ----------------- | --------------------------------------- | ---------- | ---- | -------------- | ------------------------- |
| 1.  | 11 octombrie 2003 | AOL Arena, Hamburg, Germania            | Islanda    | 3-0  | 3-0            | Preliminariile Euro 2004  |
| 2.  | 31 martie 2004    | RheinEnergieStadion, Köln, Germania     | Belgia     | 1-0  | 3-0            | Amical                    |
| 3.  | 2 iunie 2004      | St. Jakob-Park, Basel, Elveția          | Elveția    | 1-0  | 2-0            | Amical                    |
| 4.  | 2 iunie 2004      | St. Jakob-Park, Basel, Elveția          | Elveția    | 2-0  | 2-0            | Amical                    |
| 5.  | 18 august 2004    | Ernst Happel Stadion, Viena, Austria    | Austria    | 1-0  | 3-1            | Amical                    |
| 6.  | 18 august 2004    | Ernst Happel Stadion, Viena, Austria    | Austria    | 2-1  | 3-1            | Amical                    |
| 7.  | 18 august 2004    | Ernst Happel Stadion, Viena, Austria    | Austria    | 3-1  | 3-1            | Amical                    |
| 8.  | 8 septembrie 2004 | Olympiastadion, Berlin, Germania        | Brazilia   | 1-1  | 1-1            | Amical                    |
| 9.  | 17 noiembrie 2004 | Zentralstadion, Leipzig, Germania       | Camerun    | 1-0  | 3-0            | Amical                    |
| 10. | 21 decembrie 2004 | Rajamangala Stadium, Bangkok, Thailanda | Tailanda   | 1-0  | 5-1            | Amical                    |
| 11. | 21 decembrie 2004 | Rajamangala Stadium, Bangkok, Thailanda | Tailanda   | 2-0  | 5-1            | Amical                    |
| 12. | 9 februarie 2005  | Esprit-Arena, Düsseldorf, Germania      | Argentina  | 2-1  | 2-2            | Amical                    |
| 13. | 15 iunie 2005     | Waldstadion, Frankfurt, Germania        | Australia  | 1-0  | 4-3            | Cupa Confederațiilor 2005 |
| 14. | 21 iunie 2005     | Frankenstadion, Nürnberg, Germania      | Argentina  | 1-0  | 2-2            | Cupa Confederațiilor 2005 |
| 15. | 7 februarie 2007  | LTU Arena, Düsseldorf, Germania         | Elveția    | 1-0  | 3-1            | Amical                    |
| 16. | 24 martie 2007    | Stadion Eden, Praga, Republica Cehă     | Cehia      | 1-0  | 2-1            | Preliminariile Euro 2008  |
| 17. | 24 martie 2007    | Stadion Eden, Pragua, Republica Cehă    | Cehia      | 2-0  | 2-1            | Preliminariile Euro 2008  |
| 18. | 2 iunie 2007      | Frankenstadion, Nürnberg, Germania      | San Marino | 1-0  | 6-0            | Preliminariile Euro 2008  |
| 19. | 22 august 2007    | Wembley Stadium, Londra, Anglia         | Anglia     | 1-1  | 2-1            | Amical                    |